# Kobe (rapero)
Kobe es un rapero. Creció en Estados Unidos. Parte de su popularidad inicial se levantó con la exitosa canción de Eminem "Talkin 2 Myself" en 2010, de su álbum Recovery.

## Discografía

### Canciones
- Imma Do It (2009)
- Talkin 2 Myself (2010)
- Die Alone (2014)

- Datos: Q5960287